# Grotte de Yuchanyan
Sauf précision contraire, les dates de cet article sont sous-entendues « avant l'ère commune » (AEC), c'est-à-dire « avant Jésus-Christ ».

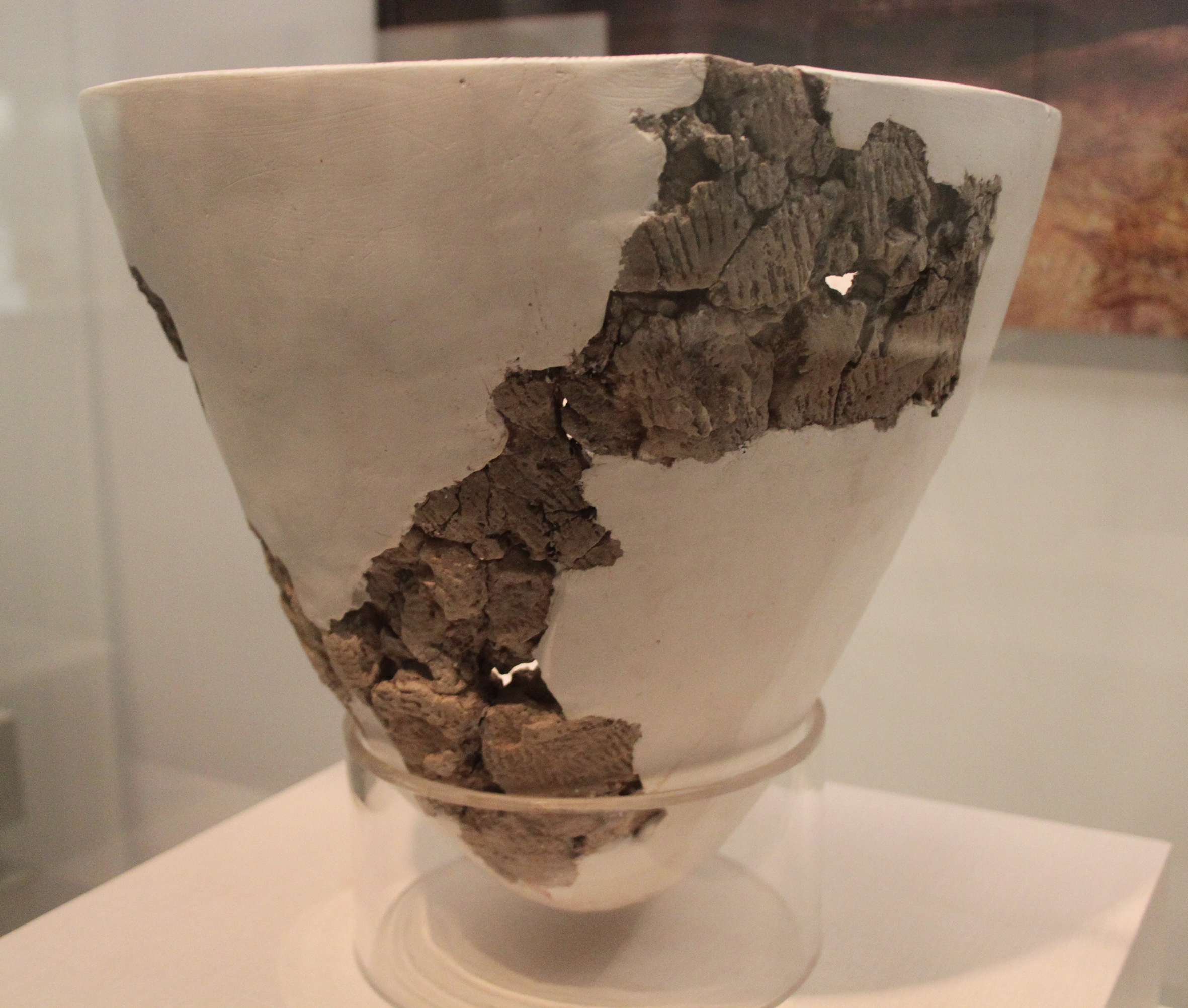
Pot de la grotte de Yuchanyan
(18 300 - 15 430 cal. BP). Parmi les premiers vases en terre cuite au monde, en 2012. Pot à fond pointu reconstitué à partir de quelques tessons, D. 31 cm, H. 29 cm. L'argile était dégraissé avec du charbon de bois et du sable grossier, épaisseur variable jusqu'à 2 cm, avec un décor cordé. Musée du Hunan

La grotte de Yuchanyan est un site préhistorique de grande importance archéologique, au Hunan, en Chine du Sud. Les dates par le carbone 14 sont évaluées entre 16 000 et 12 000 avant l'ère commune, AEC, et ceci correspond au Pléistocène final avec des innovations propres aux populations de chasseurs-cueilleurs ayant des camps saisonniers en Chine. Il ne s'agit pas pour autant d'un site néolithique, en-effet le site a été occupé par une population de chasseurs-cueilleurs. En raison de l'histoire des cultures ultérieures ce site peut apparaître, pour certains, comme le premier jalon vers la néolithisation progressive en Chine. On y a trouvé, en effet, surtout, des fragments d'une des premières poteries du monde (en l'état des connaissances de 2012) tandis que la grotte s'est révélée receler aussi des traces de grains de riz sauvage. 
Cette grotte est associée, pour posséder des tessons au moins aussi anciens, avec celles de Zengpiyan et Miaoyan, non loin de là : les populations de cueilleurs-chasseurs qui ont occupé les lieux dans les trois cas semblent avoir eu des conditions de vie comparables et avoir partagé des connaissances similaires : on y a trouvé aussi des fragments de poterie sensiblement aussi anciens. Sur ces trois sites la pierre polie est présente aussi, bien que plus tardivement, mais elle apparaît aussi sur d'autres sites du Pléistocène final en Chine, comme Longwangchan (20000-15000) au Shaanxi, au Nord, toujours chez des chasseurs-cueilleurs dans un contexte encore froid et sec. D'autres céramiques ont été découvertes en Chine du Nord sur l'un des sites de Hutouliang (v. 13080), au Hebei.
Ce sont donc bien des chasseurs-cueilleurs qui ont « inventé » la céramique et la pierre polie, en Chine comme en d'autres points du monde . Ce qui amène à repenser des catégories comme le « Néolithique » dans la recherche contemporaine.

## Historique des découvertes, localisation, périodisation
La découverte de la grotte de Yuchanyan date de 1993 ; c'est en 1995  que l'on a trouvé dans cette grotte quelques traces de riz et des fragments de poterie, la datation (v. 16000-12000) vint après, en 2009. Ces fragments d'une poterie fruste ont pu donner l'occasion d'une reconstitution sous la forme d'un pot, dont le fond présente, dans la reconstitution, une belle courbe pointue. L'époque de cette découverte était secouée, dans le monde des archéologues spécialistes de l'Asie orientale par la recherche des "premiers" potiers du monde. Étaient-ils au Japon ou en Chine ? Certains tessons sensiblement aussi anciens (Odai Yamamoto v. 15000) ont été trouvés en effet au Japon, à une époque « Proto-Jōmon ».
D'autres tessons anciens ont aussi été trouvés dans les grottes de Zengpiyan (v. 10000-6000 AEC) et de Miaoyan (v. 17100 - 15400), à Guilin, dans le Guangxi. Ces trois sites se trouvant en "Chine du Sud". En 2012 ce sont les anciens habitants de la Chine actuelle qui sont donc les premiers à avoir réalisé des poteries utilitaires.
C'est en 2005 que l'on a fait la découverte de microlithes de grains de riz dans le contexte paléolithique propre à ces cueilleurs-chasseurs. De là à penser que le chaudron aurait servi à faire cuire le riz il n'y avait qu'un pas à franchir... à moins que ce ne soit la présence du riz qui ait donné l'envie de le faire cuire ? La question semble être restée en suspens . Mais la présence de gastéropodes n'a pas donné la même idée qu'à Zengpiyan où l'on a émis l'hypothèse que la poterie, le "chaudron", aurait été utilisé pour les faire bouillir afin de pouvoir les détacher de leur coquille.
La grotte de Yuchanyan située à Daoxian , au Hunan, à environ 150 km au Nord-Est de Guilin, dans la partie basse d'une colline de grès, se trouve à 5m. au-dessous du niveau du sol actuel. La grotte a une entrée spacieuse de 5 m de haut et de 12  à   15 m de large.
Les datations par le carbone 14 ont donné, pour les plus anciens échantillons, des dates comprises entre 18 300  et   17 500 avant le temps présent. Les dates, pour l'ensemble de l'occupation, sont comprises entre 18 000  et   14 000 avant le temps présent, donc 16 000-12 000 avant l'ère commune, AEC .

## Cadre environnemental et subsistance
Le climat change au cours de la transition Pléistocène-Holocène. Avec l'apparition de l'Holocène certaines ressources naturelles, comme les noix et les coquillages, deviennent plus abondants et une stratégie de collecte, associée à une mobilité modérée, peut conduire vers certaines formes de sédentarité relative.
Sur le site de Yuchanyan on a trouvé les restes de 28 espèces de mammifères, la plupart étant des daims mais aussi des carnivores. Sur l'ensemble des ossements 30 % sont des oiseaux. Des coquilles de gastéropodes (spiral shells) constituent de grands tas dans lesquels on a pu identifier 26 espèces. Le pot-chaudron aurait donc pu servir à faire bouillir ces escargots afin de pouvoir aisément en détacher la chair de la coquille, si ce qui est possible à Zengpiyan est aussi possible ici. Par ailleurs 40 espèces de graines de plantes ont été trouvées, dont 17 identifiées parmi lesquelles 4 fruits comestibles. Des phytolithes de riz ont été identifiés dans la partie habitée . Et la présence du riz et de la poterie a d'abord orienté les hypothèses vers la cuisson du riz, à l'« origine » de la céramique.
En fait, dans un environnement qui s'est avéré riche en faune et en flore les populations de ce site avaient une stratégie de subsistance étalée sur un large spectre. Des espèces de riz sauvage étaient bien collectées mais ne représentaient qu'un faible complément alimentaire.

## La grotte de Yuchanyan:  habitat, outillage et organisation de la communauté
Sur les 46 m2 de fouille les archéologues ont découvert des foyers de tailles différentes, avec des ossements, du charbon et des centaines de pierres taillées. Parmi ces dernières ce sont les choppers, plus ou moins ovales. Certains avaient la forme d'une "houe" et auraient pu être utilisés pour creuser le terrain. D'autres outils, en os d'animaux, formaient des bêches et des ciseaux à bois. D'autres, en bois de cerf, avaient la forme de bêches, comme pour creuser le sol aussi. Enfin des coquillages polis servaient de "couteaux".
Le vase de Yuchanyan reconstitué, à fond pointu, mesure 29 cm de haut et 31 cm à l'ouverture . Les tessons de céramiques qui ont servi à sa reconstitution portaient la trace de leur dégraissant: c'est du charbon de bois et du sable grossier . La terre étant cuite à basse température, le résultat donne une poterie très friable et poreuse.
Aucune marque de différenciation sociale n'étant mentionnée, c'est une société sans hiérarchie différenciée.

## Grottes voisines
Le campement néolithique de Yuchanyan est voisin d'autres sites établis dans des grottes voisines (cf. infra). Ces campements semblent avoir été des établissements saisonniers, mais la réalisation et l'utilisation de poterie, dans la première étape de cette technologie, permettent de laisser supposer que les périodes d'occupation étaient relativement longues .
Avec une bonne organisation logistique pour leur approvisionnement ces populations n'étaient pas contraintes à de bien grands déplacements. L'apparition de la poterie s'est produite au sein de populations de chasseurs-cueilleurs non-sédentaires.

### Grotte de Zengpiyan
Cette grotte  est située dans une partie du mont Du, à environ 9 km. au sud de Guilin, dans le Guangxi.
Le site couvre 240 m², sur lesquels 100 m² ont été fouillés. Quatre phases d'occupation ont été repérées (10000-6000 AEC) et représentent encore les traits significatifs de la transition du Paléolithique au Néolithique: on parle donc à juste titre sur ces sites de la « néolithisation » en Chine, le processus en œuvre . Là aussi on a retrouvé des tessons (10000-9000) cuits à une température qui ne dépasse pas 250°.
Le vase reconstitué appartient à la phase d'occupation la plus ancienne (10000-8000 AEC) et semble une marmite à fond arrondi. La terre y a été modelée et montée de façon rustique . Dans le contexte de tas de coquilles de gastéropodes à proximité, il se pourrait (la solution a été ici proposée en 2003) que l'on ait utilisé ces premières marmites pour cuire, entre autres, ces gastéropodes (des escargots cipangopaludina), dont les restes sont fort nombreux sur le site. Au cours des phases II à IV (9000-6000) si l'usage de la pierre taillée se poursuit, on voit aussi apparaître des objets de pierre polie, comme des haches et des herminettes. La forme des poteries reste en général semblable à de larges jarres à fond plat, la terre étant dégraissée avec de la calcite et montée au colombin. On trouve quelques décors incisés, ou cordés. Dans ce dernier cas le motif décoratif est produit en imprimant une corde dans l'argile avant qu'elle ne soit cuite.
Cette pratique peut être comparée à celle de la céramique de la période Jōmon, de l'ancien Japon, ou à la Culture de la céramique cordée, culture européenne préhistorique également caractérisée par des poteries avec impression de corde, ou plus exactement de cordelette. Celle-ci est enroulée autour de la poterie fraîche et pressée, comme ce sera le cas par exemple pour la céramique Pré-Yangshao, tandis que dans le cas de la céramique Jōmon il s'agit d'une corde tressée (comme un « scoubidou ») que l'on fait rouler sur la surface de la poterie. Cette grotte n'a livré aucune trace de riz.

### Grotte de Miaoyan
La grotte de Miaoyan est située à proximité de la précédente et les dépôts couvrent une période qui va du Paléolithique final aux débuts du Néolithique.
Elle a livré des tessons datés entre 17100 et 15400 AEC. La terre cuite y est épaisse, montée à la main et cuite à une relativement basse température.